# Andromède (bateau)
Pour les articles homonymes, voir Andromède.
L’Andromède,  indicatif visuel M643,  est un chasseur de mines de la Marine française de classe Tripartite. Sa ville marraine est Issy-les-Moulineaux.
Ses missions sont « la détection, la localisation, la classification, l'identification puis la destruction ou neutralisation des mines par fonds de 10 à 200 mètres, le guidage des convois sous menace de mines et la pénétration sous la mer, la recherche d'épaves ».

## Histoire
Fin 2020, il devient le premier navire militaire de l'Histoire à naviguer avec une hélice fabriquée en impression 3D.

## Commandement
12/08/1988 - 16/02/1990 : Capitaine de Frégate Guy PERAIN